# Dalarövraket Bodekull
Dalarövraket, även kallat Gubbvraket eller Edesövraket, är de välbevarade lämningarna efter ett av den svenska flottans mindre örlogsfartyg, Bodekull, sjösatt på Bodekulls skeppsgård omkring 1660. Fartyget förliste under en leverans av proviant i oktober 1678 under skånska kriget. Vraket, som påträffades 2003, ligger väster om Edesön utanför Dalarö i Haninge kommun i Stockholms södra skärgård.

## Upptäckten
Skeppsvraket påträffades av en grupp privatpersoner, däribland yrkesdykaren Jan-Erik Johansson som var den förste som dök på det. Gruppen, som kallar sig Gubbgänget, bildade senare Marina Kultursällskapet. Upptäckten hemlighölls för allmänheten till den 28 mars 2007, då det offentliggjordes av Statens Maritima Museer, varefter vraket belades med dykförbud. Statens Maritima Museer påbörjade under maj 2007 en mer ingående dokumentation och Sjöhistoriska museet har sedan tillsammans med University of Southampton och Södertörns högskola följt upp med flera undersökningar på platsen.

## Fartyget
Skeppets konstruktion och individuella fynd fastställde dateringen till perioden 1640–1670. En förlisningsuppgift som tidigt sattes i samband med det var Krönta Lejonet, som sjönk 1660 i Stockholms skärgård. Mot detta talar att Dalarövraket är en struss. Identifieringen med Bodekull offentliggjordes 2017 av Niklas Eriksson, som studerat dokument om stormaktstidens farleder i amiralitetets arkiv. Där påträffade han detaljerade uppgifter om strussar, vars mått och utförande stämmer överens med vrakets särdrag. Bakom byggandet av strussarna låg en beställning av Karl X Gustav, som i kriget mot Danmark ville ha ett femtiotal sådana för transport av soldater och hästar. Sådana transporter skedde med mindre fartyg. 
Efter Karl X Gustavs död 1660 lades strussprojektet ned. Ett tiotal av de skepp som påbörjats, inklusive Bodekull, gjordes i stället om till fregatter för att användas inom andra områden. Bodekull byggdes på örlogsvarvet Bodekulls skeppsvarv på Boön utanför dåvarande Bodekull. under ledning av den engelske skeppsbyggmästaren Thomas Day. Skeppet var ett av de första som byggdes på varvet och fick platsens namn, medan platsen däremot bytte namn till Karlshamn 1664. Totalt byggde Thomas Day tretton fartyg åt Kronan vid Bodekull, varav det största var regalskeppet Nyckeln, som sjösattes 1665.
Krig mot Danmark bröt åter ut 1675. Hösten 1678 sökte svenska flottan vinterhamn i Kalmar i stället för att ta sig upp till Stockholm. Skepparen Olof Styff på skeppet Bodekull fick i uppdrag att fara med en last spannmål som han låtit mala till mjöl i Fagerholmens kvarn till dessa fartygs besättningar. Under transporten gick dock Bodekull på grund och sjönk i Dalarö ström.

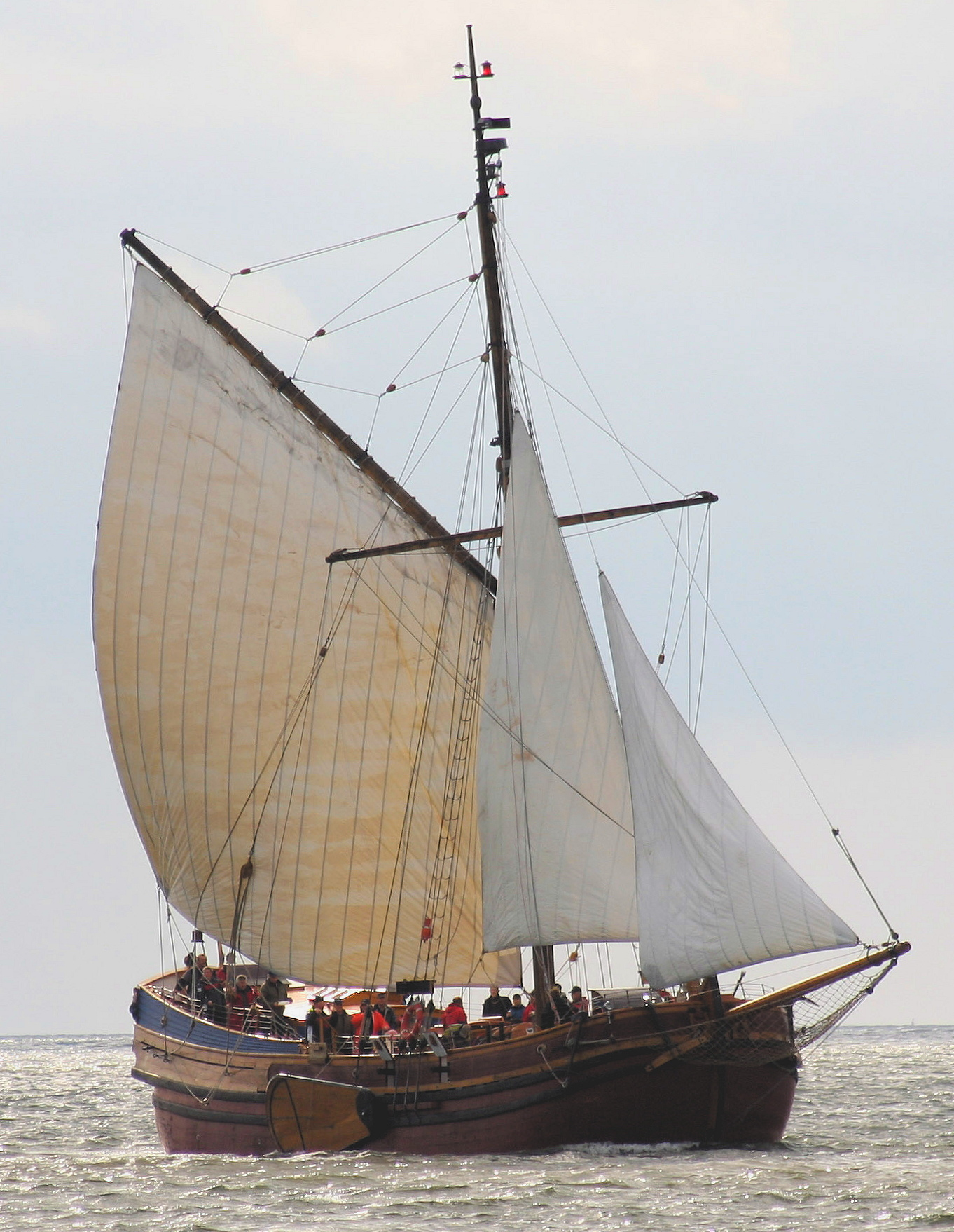
Dalarövraket ligger på 30 m djup vid Edesön utanför Dalarö. Skeppet antas ha liknat en enmastad bojort av samma slag som på bilden, dock var det en struss och riggad med tre master.

## Nuvarande skick
Vraket ligger med 17 graders slagsida åt styrbord. Skrovet är orienterat i vinkel mot Edesöns västra strand och med fören pekande ut mot farleden i Dalarö ström. Djupet vid aktern är 28 meter medan fören vilar på drygt 30 meter. Två av skeppets tre undermaster står fortfarande upprätta, medan mesanmasten samt övermaster, rår och en märs påträffats tillsammans med ett stort antal block och jungfrur på botten utanför styrbordssidan.  
Skeppet har ursprungligen haft ett backdäck i fören och ett halvdäck i aktern. Dessa däcksnivåer är numera nedfallna. Det har framförts att detta orsakats av bärgningsarbeten redan på 1600-talet. En bidragande faktor till att de övre delar inte bevarats är att dessa varit av en avsevärt klenare konstruktion än det övriga skrovet. Trävirket är relativt väl bevarat tack vare Östersjöns avsaknad av skeppsmask, men erosion har gjort vrakdelarna extremt sköra.
Skrovet är knappt 20 meter långt över stäven och försett med ett genomgående däck.
Galjonen har fallit samman och vilar i bottenslammet nedanför fören. Bland galjonens lösa beståndsdelar återfinns en galjonsfigur i form av ett skulpterat lejon. En lejonfigur fick som offentlig maktsymbol endast förekomma på kungliga eller högadliga skepp. Aktern har varit uppbyggd utan akterspegel, något som vid tiden runt 1600-talets mitt framförallt förknippas med engelskt skeppsbyggeri. Vraket har tre kanonportar på vardera sidan och troligen har det funnits ytterligare ett par portar pekande akterut, vilket är ett förhållandevis stort antal portar med tanke på skeppets ringa storlek. Två kanoner har hittills iakttagits på vraket. Utöver dessa har en flintlåspistol, en hjullåspistol, samt en flintlåsmusköt påträffats. Av de olika lösfynden kunde man ringa in fartygets förlisningdatum till perioden 1640–1670, och senare avslöjade arkivdokumenten att förlisningen skedde 1678.
Kring fyndplatsen ligger ett stort antal föremål som flaskor, keramik, verktyg, korgar och lådor. I aktern står en kanon fortfarande kvar i sin trälavett. Den har således varit placerad under halvdäcket i det rum som utgjort skeppets kajuta. En kanon har även påträffats nedfallen under däcket i fören. Vad som orsakat förlisningen är ännu okänt. Kanske gick skeppet för nära land och stötte på ett grund. Av lasten bärgades tjugo tunnor vattenblandat mjöl från fartyget innan det sjönk. Det våta mjölet fördes till Stockholm, och omfattande diskussioner om man skulle kunna baka bröd av det dokumenterades i amiralitetets mötesprotokoll.

## Bärgade lösfynd
Vid upptäckten 2003 bärgades en glasflaska från vraket. Dess speciella form daterar den till perioden 1640–1670. På flaskan finns dessutom ett sigill, som man tror är ett engelskt adelsvapen, antingen från släkten Boynton i Yorkshire eller Ogle i Northumberland. Därutöver har minst femton bartmannskrus hittats på vrakplatsen, varav fem flaskor ligger snyggt inpackade och uppradade i en låda, medan resten ligger fritt utspridda bland spillrorna. Av ett bärgat bartmannskrus med Amsterdams stadsvapen har man kunnat fastslå att det tillverkades i Frechen omkring mitten av 1600-talet.
Också en pistolkolv i valnötsträ har bärgats från däcket. Kolvens form liknar en modell som tillverkades 1683 i 1.100 exemplar för den svenska flottan. Eftersom det är osannolikt att valnötsträ användes för att masstillverka vapen, är pistolens ursprung fortfarande osäker. En del inventarier antas finnas kvar på vrakplatsen.